# Herbert Lange
Herbert Lange (29 de março de 1943) é um matemático alemão, que trabalha com geometria algébrica. É professor da Universidade de Erlangen-Nürnberg.
Lange obteve um doutorado em 1970 na Universidade de Göttingen, orientado por Max Deuring, com a tese Die Mannigfaltigkeiten der Körper vom Geschlecht 2 mit elliptischem Teilkörper.
Dentre seus orientados consta Christina Birkenhake.

## Obras
- com Christina Birkenhake: Complex Tori (= Progress in mathematics. 177). Birkhäuser, 1999.
- com Christina Birkenhake: Complex Abelian Varieties (= Grundlehren der mathematischen Wissenschaften.) Springer, 2004.
- com Wolf Barth, Klaus Hulek (Eds.): Abelian Varieties. de Gruyter, 1995 (Proc. Egloffstein Conference).